# Hallucinations collectives 2024
Le festival des Hallucinations collectives 2024 est la dix-septième édition des Hallucinations collectives.

## Déroulement et faits marquants
La dix-septième édition du festival a eu lieu du mardi 26 mars au lundi 1er avril 2024.

### Projections
| Titre                                                                | Réalisateur(s)                                         | Année            | Pays                                    |
| Film d'ouverture                                                     | Film d'ouverture                                       | Film d'ouverture | Film d'ouverture                        |
| -------------------------------------------------------------------- | ------------------------------------------------------ | ---------------- | --------------------------------------- |
| Concrete Utopia                                                      | Eom Tae-hwa                                            | 2023             | Corée du Sud                            |
| Longs métrages en compétition                                        |                                                        |                  |                                         |
| Wake up                                                              | François Simard, Anouk Whissell et Yoann-Karl Whissell | 2023             | France- Canada                          |
| Pendant ce temps sur Terre                                           | Jérémy Clapin                                          | 2024             | France                                  |
| En boucle (Ribâ, Nagarenaide Yo)                                     | Junta Yamaguchi                                        | 2023             | Japon                                   |
| When Evil Lurks                                                      | Demián Rugna                                           | 2023             | Argentine                               |
| Property                                                             | Daniel Bandeira                                        | 2023             | Brésil                                  |
| Late Night with the Devil                                            | Cameron Cairnes et Colin Cairnes                       | 2023             | Australie- Émirats arabes unis          |
| Accident domestique (La mesita del comedor)                          | Caye Casas                                             | 2022             | Espagne                                 |
| Courts métrages en compétition                                       |                                                        |                  |                                         |
| UWD (Until We Die) (19 min)                                          | Brigitte Poupart et Myriam Verreault                   | 2023             | Canada                                  |
| G-Man : A Qixia in space (10 min)                                    | Liu Yuchen                                             | 2022             | Chine                                   |
| Septichexen (14 min)                                                 | Anders Elsrud Hultgreen                                | 2023             | Norvège                                 |
| Drizzle in johnson (21 min)                                          | Ivan Li                                                | 2023             | Canada                                  |
| Inside You (3 min)                                                   | Erik Sémashkin                                         | 2022             | Ukraine                                 |
| Aaaah ! (5 min)                                                      | Osman Cerfon                                           | 2022             | France                                  |
| Juggernaut (20 min)                                                  | Daniele Ricci et Emanuele Ricci                        | 2023             | Italie                                  |
| La déchéance de l'homme taureau (14 min)                             | Nicolas Jacquet                                        | 2023             | France                                  |
| Soirée Absurdomanies                                                 |                                                        |                  |                                         |
| Steak                                                                | Quentin Dupieux                                        | 2007             | France                                  |
| Napoleon Dynamite                                                    | Jared Hess                                             | 2004             | États-Unis                              |
| Haro sur l'autorité                                                  |                                                        |                  |                                         |
| If...                                                                | Lindsay Anderson                                       | 1968             | Royaume-Uni                             |
| L'armée de l'empereur s'avance (ゆきゆきて、神軍, Yuki yuki shingun) | Kazuo Hara                                             | 1987             | Japon                                   |
| Themroc                                                              | Claude Faraldo                                         | 1973             | France                                  |
| Tank Girl                                                            | Rachel Talalay                                         | 1995             | États-Unis- Royaume-Uni                 |
| Rétrospective Jan Švankmajer, le souffle de vie                      |                                                        |                  |                                         |
| Jan Švankmajer en courts                                             | Jan Švankmajer                                         | 1966-1992        | République tchèque                      |
| Les Conspirateurs du plaisir (Spiklenci slasti)                      | Jan Švankmajer                                         | 1996             | République tchèque- Suisse- Royaume-Uni |
| Démence (Šílení)                                                     | Jan Švankmajer                                         | 2005             | République tchèque                      |
| Cabinet de curiosités                                                |                                                        |                  |                                         |
| Une journée bien remplie                                             | Jean-Louis Trintignant                                 | 1972             | France- Italie                          |
| A way to die: The films of John Balance and Peter Christopherson     | Maxime Lachaud et Reivaks Timeless                     | 2023             | France                                  |
| La Maison aux fenêtres qui rient (La casa dalle finestre che ridono) | Pupi Avati                                             | 1976             | Italie                                  |
| The Fireworks Woman                                                  | Wes Craven                                             | 1975             | États-Unis                              |
| Le Cœur fou                                                          | Jean-Gabriel Albicocco                                 | 1970             | France                                  |
| Carte Blanche à Robert Morgan                                        |                                                        |                  |                                         |
| The Boxer’s Omen (MO)                                                | Kuei Chih-hung                                         | 1983             | Hong Kong                               |
| Les Possédées du diable                                              | Jesús Franco                                           | 1974             | France                                  |
| Last House on Dead End Street                                        | Roger Watkins                                          | 1977             | États-Unis                              |
| Film de clôture                                                      |                                                        |                  |                                         |
| Stopmotion                                                           | Robert Morgan                                          | 2023             | Royaume-Uni                             |

### Prix
- Compétition longs métrages :
  - Grand prix du festival (prix du public) : Late Night with the Devil de Cameron Cairnes et Colin Cairnes ;
  - Prix du jury jeunes (utilisateurs du pass Culture) : Pendant ce temps sur Terre de Jérémy Clapin.
- Compétition courts métrages :
  - Grand prix du festival (prix du public) : UWD (Until We Die) de Brigitte Poupart et Myriam Verreault ;
  - Prix du jury lycéen (utilisateurs du pass Culture) : La Déchéance de l'homme taureau de Nicolas Jacquet.